# Postislamismo
Il postislamismo è un movimento intellettuale presente in Iran e Turchia che discute sulla fine dell'integralismo musulmano. Nato in seno al movimento riformista iraniano che considera la rivoluzione islamica come un fallimento a livello sociale, economico e politico, ha i suoi principali esponenti in Abdolkarim Soroush e Mohammad Mojtahed Shabestari. In occidente contribuiscono al dibattito intellettuali come Gilles Kepel e Olivier Roy.
Il postislamismo si configura come un movimento originale che, ispirandosi sia all'Islam che alla modernità laica, mette in discussione i fondamenti dell'islamismo con particolare riferimento al primato della religione sulla politica stabilito dall'Ayatollah Ruhollah Khomeyni (Velayat-e faqih).

## Basi teoriche
Nel 2000, Gilles Kepel, specialista francese sull'Islam, tirando le somme sulla sconfitta degli islamisti algerini o egiziani e osservando che i successi dei riformatori in Iran, prevede l'avvento di un postislamismo democratico che concilierà la tradizione islamica con la modernità.
Secondo Farhad Khosrokhavar, intellettuale iraniano, il 'postislamismo' è caratterizzato:
1. dalla diversificazione nel campo politico islamista, cioè dalla sua frammentazione, con il passaggio da una visione monolitica ad una rappresentazione plurale che adotti forme di espressione politica diverse oltre che più aperte;
2. dal trasferimento nell'ambito culturale di ciò che in precedenza era esclusivamente politico;
3. dalla formulazione di tesi nuove ed a volte dissidenti che rimettono in discussione il primato della religione, contestando anche la figura classica del politico islamista secondo il quale la nozione di comunità musulmana (o popolo musulmano) fa riferimento ad una collettività non-democratica.

Secondo Khosrokhavar, quindi, queste tre linee di sviluppo, pur partendo tutte dall'islamismo, portano a situazioni nuove che si possono qualificare postislamiste.
In Turchia, tenuto conto la natura laica dello Stato, il movimento postislamista assume forme differenti che Khosrokhavar così descrive
In Turchia, invece, una buona parte della società (quella che ne condivide la laicità) non è disponibile ad accettare questa forma radicale del potere nel nome della religione e gli islamisti stessi cercano di trovare un compromesso con il potere che gli è ostile. Qui il problema maggiore sembra essere rappresentato più dai Curdi che dagli islamisti.»

## Critiche
- il postislamismo così descritto si riferisce principalmente a quanto accade in Iran e Turchia, ma il mondo musulmano è ben più vasto; molti degli stati africani, per esempio, hanno dei tratti islamisti molto forti.
- secondo Antoine Basbous, direttore dell'Observatoire des pays arabes, «non si può parlare di postislamismo come si parla di postcomunismo. L'Islam esiste da 14 secoli. Ed è la sola confessione che progredisce nel mondo»[2]
- l'idea del postislamismo è stata fortemente criticata all'indomani dell'11 settembre[1].